# Global Kryner
I Global Kryner sono un gruppo musicale folk austriaco, attivo dal 2004. Nel 2005 ha partecipato all'Eurovision Song Contest 2005 tenutosi a Kiev, in Ucraina.

## Formazione
- Christof Spörk - clarinetto
- Sebastian Fuchsberger - trombone
- Edi Koehldorfer - chitarra
- Karl Rossmann - tromba
- Anton Sauprügl - fisarmonica
- Sabine Stieger - voce

## Discografia
- 2004 - Global Kryner
- 2005 - Krynology
- 2008 - Weg
- 2009 - Live in Luxembourg
- 2010 - Globak Kryner versus The Rounder Girls